# Gempylodes ritsemae
Gempylodes ritsemae là một loài bọ cánh cứng trong họ Zopheridae. Loài này được Reitter miêu tả khoa học năm 1882.